# Bézu-Saint-Éloi
 Bézu-Saint-Éloi  là một xã thuộc tỉnh Eure trong vùng Normandie miền bắc nước Pháp.

## Huy hiệu
| Arms of Bézu-Saint-Éloi | The arms of Bézu-Saint-Éloi are blazoned: Per pale ermine and azure, (to sinister) a crozier Or, and on a chief gules, a leopard between 2 horseshoes Or, nailed sable. |